# Страняни
Страняни (словац. Stráňany) — село в Словаччині, Старолюбовняському окрузі Пряшівського краю. Розташоване в північно-східній частині Словаччини на межі Списької Магури та Любовньянської височини недалеко кордону з Польщею.
Вперше згадується у 1343 році.
В селі є греко-католицька церква з 1857 року в стилі класицизму.

## Населення
| Рік:            | 1994. | 2004.    | 2014. | 2024.   |
| --------------- | ----- | -------- | ----- | ------- |
| Кількість осіб: | 231   | 194      | 194   | 180     |
| Різниця:        |       | -16,01 % | +0 %  | -7,21 % |

| Рік:            | 2023. | 2024.   |
| --------------- | ----- | ------- |
| Кількість осіб: | 182   | 180     |
| Різниця:        |       | -1,09 % |

В селі проживає 201 осіб.
Національний склад населення (за даними останнього перепису населення — 2001 року):
- словаки — 71,98 %
- русини — 24,64 %
- українці — 2,42 %

Склад населення за приналежністю до релігії станом на 2001 рік:
- греко-католики — 87,92 %,
- римо-католики — 6,76 %,
- православні — 3,86 %,
- не вважають себе віруючими або не належать до жодної вищезгаданої церкви- 1,45 %

## Географія
Протікає річка Липник.